# Ronny Someck

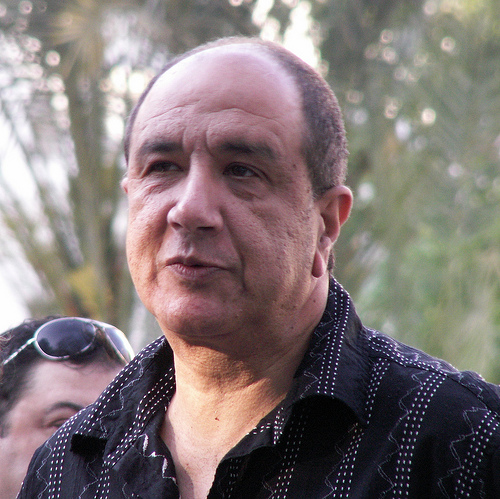
Ronny Someck (2007)

Ronny Someck (hebräisch רוני סומק; geborener Somech,  * 1951 in Bagdad) ist ein vielfach mit Preisen ausgezeichneter israelischer Dichter, Schriftsteller, Künstler und Ausstellungsmacher irakisch-jüdischer Herkunft.
Er kam schon als Kind nach Israel, studierte Hebräische Literatur und Philosophie an der Universität Tel Aviv sowie Kunst an der Avni Academy of Art.
Mittlerweile hat er über zehn Bände Lyrik und auch Kinderbücher herausgebracht. Teile seiner Werke oder aus ihnen zusammengestellte Anthologien sind in über 30 Sprachen übersetzt worden.